# Алакинци (община Свети Никола)
 Тази статия е за селото в Северна Македония.  За селото в Сърбия вижте Алакинце (община Сурдулица).  
Алакинци (на македонска литературна норма: Алакинци) e село в североизточната част на Северна Македония, част от община Свети Никола.

## География
Селото е разположено на 8 километра северно от общинския център град Свети Никола.

## История
В началото на XX век Алакинци е чисто българско село в Кумановска каза на Османската империя. През 1900 година според статистиката на Васил Кънчов („Македония. Етнография и статистика“) село Алакинци брои 155 жители, всички българи християни.
Всички християнски жители на селото са под върховенството на Българската екзархия. Според статистиката на секретаря на Българската екзархия Димитър Мишев („La Macédoine et sa Population Chrétienne“) в 1905 година християнското население на Алакинци (Alakintzi) се състои от 160 българи екзархисти.
В 1912 година по време на Балканската война в селото влизат сръбски части и е установена сръбска власт. На 27 март 1913 година сръбският секретар на общината в Малино Данило Цекич изпраща писмо до поп Никола Иванов в Куманово с образец на молба до сръбския митрополит Викентий Скопски, в която селяните се обявяват за сърби:
| „ | Отче Никола, ти ще подпишеш това писмо, което ти изпращам, и след тебе ще трябва да го подпишат сопотските селяни, както и твоите енориаши: тръстеничани, пиесчани, станевчани, алканичени... За всяко село трябват двадесет подписа... Внимавай, кото тия, които ще подпишат да не избягат. | “ |

След Междусъюзническата война в 1913 година селото попада в Сърбия. Името на селото е променено на Алакинце.
На етническата си карта от 1927 година Леонард Шулце Йена показва Алакинци (Alakinci) като българско християнско село.
В 1994 година селото има 13, а в 2002 година – 5 жители.
| Националност     | Всичко |
| северномакедонци | 5      |
| албанци          | 0      |
| турци            | 0      |
| цигани           | 0      |
| власи            | 0      |
| сърби            | 0      |
| бошняци          | 0      |
| други            | 0      |

В 2014 година на селото му е върнато неговото старо име Алакинци.